# Andrés Alcázar (médico)

Andrés Alcázar (Guadalajara, ca. 1490 - ca. 1585) fue un médico cirujano español especialista en cirugía craneal.
Alcázar es autor de dos aportaciones fundamentales a su especialidad: el estudio preciso de las heridas cefálicas, prestando atención no solo a la consideración externa de la herida sino también a los síntomas neurológicos, y el análisis de las condiciones que debían reunir los instrumentos operatorios, lo que le llevó a crear varios instrumentos quirúrgicos que renovaron el instrumental de la disciplina a principios del siglo XVI.
Cursó estudios universitarios en Salamanca y se dedicó a la cirugía en Guadalajara, Ávila y Segovia. Fue nombrado en 1567 catedrático de cirugía de la Universidad de Salamanca. Publicó en 1575 el tratado Chirugiae libri sex, en el que sobresale la parte dedicada a la cirugía craneal, parte reimpresa independientemente siete años después.